# Piscine Deligny
Pour les articles homonymes, voir Deligny.

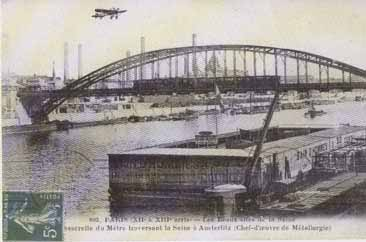
Carte postale ancienne (vers 1910) représentant les bains flottants du port d'Austerlitz, de structure analogue à la piscine Deligny.

La piscine Deligny, ou bains Deligny, était une piscine flottante amarrée sur la rive gauche de la Seine à Paris (quai Anatole-France, dans le 7e arrondissement), qui coula le 8 juillet 1993.

## Histoire

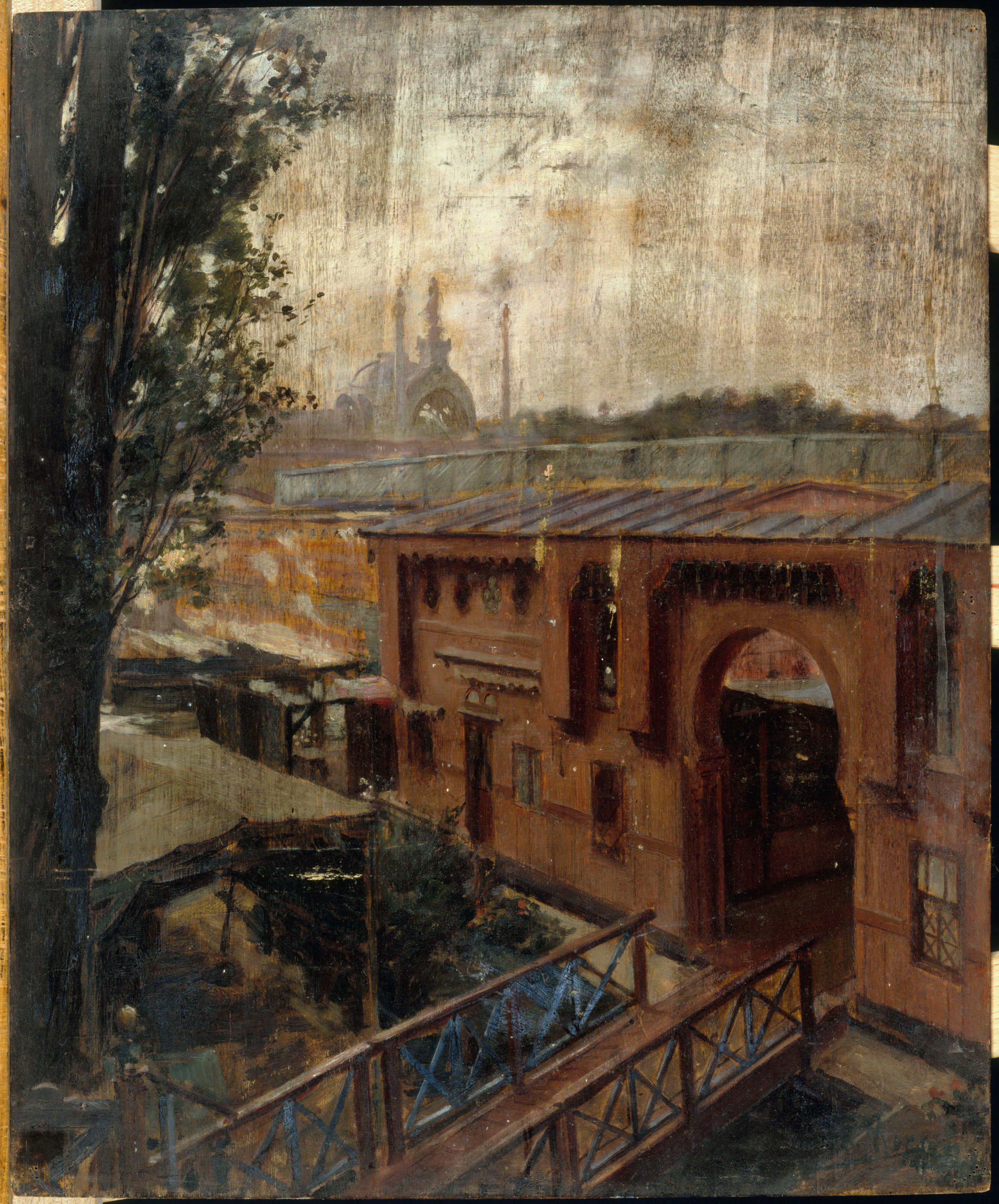
Les bains Deligny, au quai d'Orsay par Victor Marec en 1900, musée Carnavalet.

En 1785, les bains sur pilotis sont créés. La piscine comprenait un restaurant et des salons privés. En 1801, le maître-nageur Deligny fonde une école royale de natation.
En 1900, les épreuves de natation des Jeux olympiques à Paris se déroulent à la piscine Deligny. 
En 1919, est mis en place un système de filtrage des dépôts boueux qui incommodent les baigneurs.
Dans les années 1960, des défilés de mode en maillots de bain y sont organisés. 
À partir des années 1970, le solarium supérieur de la piscine est un haut lieu d'exposition des seins nus à Paris.
Le député RI de la 8e circonscription du Rhône Emmanuel Hamel a écrit une lettre de protestation au ministère de l'Intérieur en août 1973, en raison de la proximité de la piscine avec l'Assemblée nationale (on pouvait voir l'intérieur de la piscine depuis un endroit précis du pont de la Concorde). Cette réclamation ne fut pas suivie d'effet, mais le directeur de la piscine réserva un secteur du solarium pour les adeptes du monokini, dont l'entrée était interdite aux enfants. 
En 1990, une péniche amarrée au Pont de Tolbiac heurte la piscine.
Le 8 juillet 1993, en quarante minutes, la piscine coule dans la Seine.

## Au cinéma
On peut voir de nombreuses vues de cette piscine dans le film d'Éric Rohmer, La Carrière de Suzanne (1963), dans les cinq dernières minutes du film, ainsi que dans Les Jeux de la comtesse Dolingen de Gratz (1981).